# توربيورن أرفيدسون
توربيورن أرفيدسون (بالسويدية: Torbjörn Arvidsson)‏ هو لاعب كرة قدم سويدي في مركز الدفاع، ولد في 6 مايو 1968 في السويد. لعب مع نادي كالمار ونادي هالمستاد.